# Natchez Trace Parkway
La Natchez Trace Parkway est une aire protégée américaine dont le principal élément est une route entre Natchez dans l'État du Mississippi et Nashville dans celui du Tennessee qui redouble la piste Natchez historique. Créée le 18 mai 1938, elle est gérée par le National Park Service. Long de 714,5 km, l'axe autour duquel elle est constituée est lui-même classé comme constituant l'une des All-American Roads.